# Salvatore Piscicelli
Salvatore Piscicelli, né à Pomigliano d'Arco (Campanie) le 4 janvier 1948 et mort le 21 juillet 2024 à Rome (Latium), est un réalisateur italien, scénariste et critique de cinéma.

## Biographie
Né à Pomigliano d'Arco, après une activité en tant que critique de cinéma, Piscicelli a commencé sa carrière avec quelques documentaires et courts-métrages tournés dans sa ville natale,.
Son premier long-métrage de cinéma, Immacolata et Concetta (Immacolata e Concetta, l'altra gelosia), a remporté plusieurs prix, dont un Léopard d'argent au Festival du film de Locarno. En 1981, le film Le occasioni di Rosa participe au 38e Festival international du film de Venise et lui vaut le David di Donatello du meilleur réalisateur.
En 2001, en utilisant uniquement les supports numériques, il tourne Quartetto, l'un des deux premiers films italiens adoptant les préceptes du mouvement d'avant-garde cinématographique Dogme95.
Son dernier film, un drame biographique Alla fine della notte date de 2003.

## Filmographie partielle
- 1979 : Immacolata et Concetta (Immacolata e Concetta, l'altra gelosia)
- 1981 : Le occasioni di Rosa
- 1985 : Blues metropolitano
- 1987 : Regina (it)
- 1992 : Bébé gang (it) (Baby gang)
- 1999 : Il corpo dell'anima (it)
- 2001 : Quartetto (it)
- 2003 : Alla fine della notte
- 2019 : Vita segreta di Maria Capasso (it)

## Récompenses et distinctions
- 1982 : David di Donatello du meilleur réalisateur pour Le occasioni di Rosa